# تيري ماسون
تيري ماسون (بالإنجليزية: Terry Mason)‏ هو منافس ألعاب قوى أسترالي، ولد في 29 مارس 1943.

## روابط خارجية
- تيري ماسون على موقع النتائج التاريخية لألعاب القوى الأسترالية (الإنجليزية)
- تيري ماسون على موقع Paralympic.org (الإنجليزية)